# Liste de records du monde du relais masculin 5 000 mètres en patinage de vitesse sur piste courte
Cette page contient l'historique des records du monde du relais masculin 5 000 m en patinage de vitesse sur piste courte tels qu'ils sont reconnus par l'Union internationale de patinage.
| Pays             | Participants                                                             | Temps          | Date              | Lieu           |
| ---------------- | ------------------------------------------------------------------------ | -------------- | ----------------- | -------------- |
| Pays-Bas         | Peter van der Velde Charles Veldhoven Jaco Mos Richard Suyten            | 7 min 22 s 12  | 17 janvier 1988   | Budapest       |
| Corée du Sud     |                                                                          | 7 min 20 s 63  | 1er décembre 1991 | Harbin         |
| Corée du Sud     | Kim Ki-hoon Lee Joon-ho Mo Ji-soo Song Jae-kun                           | 7 min 14 s 02  | 22 février 1992   | Albertville    |
| Corée du Sud     | K                                                                        | 7 min 11 s 57  | 13 décembre 1992  | Pékin          |
| Nouvelle-Zélande | Mike Mcmillen Andrew Nicholson Chris Nicholson Matthew Biggs             | 7 min 10 s 95  | 28 mars 1993      | Pékin          |
| Canada           |                                                                          | 7 min 9 s 76   | 19 mars 1995      | Gjøvik         |
| Canada           |                                                                          | 7 min 2 s 48   | 29 octobre 1995   | Montréal       |
| Corée du Sud     |                                                                          | 7 min 0 s 330  | 8 décembre 1996   | Pékin          |
| Corée du Sud     |                                                                          | 7 min 0 s 042  | 30 mars 1997      | Nagano         |
| Chine            |                                                                          | 6 min 51 s 930 | 6 décembre 1998   | Pékin          |
| Corée du Sud     |                                                                          | 6 min 49 s 618 | 5 décembre 1999   | Changchun      |
| Canada           |                                                                          | 6 min 43 s 730 | 14 octobre 2001   | Calgary        |
| Corée du Sud     | Song Suk-woo Ahn Hyun-soo Lee Seung-jae Cho Nam-kyu                      | 6 min 42 s 893 | 18 octobre 2003   | Calgary        |
| Canada           | François-Louis Tremblay Mathieu Turcotte Charles Hamelin Steve Robillard | 6 min 39 s 990 | 13 mars 2005      | Pékin          |
| Corée du Sud     | Kwak Yoon-gy Lee Ho-suk Lee Jung-su Sung Si-bak                          | 6 min 38 s 486 | 19 octobre 2008   | Salt Lake City |
| Royaume-Uni      | Jon Eley Richard Shoebridge Paul Stanley Jack Whelbourne                 | 6 min 37 s 877 | 20 février 2011   | Dresde         |
| Corée du Sud     | Noh Jin-kyu Kwak Yoon-gy Sin Da-woon Lee Ho-suk                          | 6 min 35 s 884 | 11 décembre 2011  | Shanghai       |
| Canada           | Michael Gilday Charles Hamelin François Hamelin Olivier Jean             | 6 min 30 s 958 | 19 octobre 2012   | Calgary        |
| États-Unis       | J.R. Celski John-Henry Krueger Thomas Hong Keith Carroll                 | 6 min 29 s 052 | 12 novembre 2017  | Shanghai       |
| Hongrie          | Csaba Burján Cole Krueger Shaoang Liu Shaolin Sándor Liu                 | 6 min 28 s 625 | 4 novembre 2018   | Calgary        |